# Дорохович Антонелла Миколаївна
Дорохович Антонелла Миколаївна (нар. 23 жовтня 1933, Ясинувата, СРСР) — український фахівець у галузі технології кондитерських виробів, доктор технічних наук, професор.

## Наукова діяльність
У 1956 році закінчила Московський технологічний інститут харчової промисловості за спеціальністю «Технологія кондитерського, макаронного і хлібопекарного виробництва», після чого до 1964 року працювала спочатку на Алма-Атинській, а потім на Київській кондитерській фабриці ім. К. Маркса на посадах начальника зміни, зав. лабораторії, а також викладала у Київському технікумі харчової промисловості.
Науковий ступінь кандидата технічних наук отримала в 1968 році, звання доцента – у 1974 році.
Науковий ступінь доктора технічних наук отримала в 1988 році за результатами захисту дисертаційної роботи на тему "Разработка научных основ технологии различных мучных кондитерских изделий улучшеного качества", звання професора – в 1991 році.
З 1964 року працює в Національному університеті харчових технологій, пройшовши шлях від асистента до професора кафедри технології хлібопекарських і кондитерських виробів. 
Член Спеціалізованої вченої ради НУХТ. Член Спеціалізованої дегустаційної комісії по оцінці якості кондитерських виробів, харчових концентратів, кави, чаю та напоїв. Член Технічного Комітету стандартизації «Продукція кондитерська та харчоконцентратна», ТК 152.
У центрі наукових інтересів — розроблення прогресивних ресурсозберігаючих технологій кондитерських виробів із використанням нових видів сировини з лікувальними, імуностимулюючими та радіозахисними якостями для всіх груп населення, в тому числі для хворих на цукровий діабет.
Підготувала 20 кандидатів технічних наук та трьох докторів технічних наук.
Автор понад 470 наукових праць, в тому числі 175 наукових статей, 130 патентів та авторських свідоцтв.
Одноосібний автор підручників «Технологія карамелі» і «Технологія шоколаду», співавтор підручника «Оптимізація технологічних процесів», посібника «Технологія та лабораторний практикум кондитерських виробів і харчових концентратів», довідника «Використання нетрадиційної сировини в кондитерській промисловості».